# Grande-Bretagne aux Jeux olympiques d'été de 2004
L'équipe de Grande-Bretagne olympique participe aux Jeux olympiques d'été de 2004 à Athènes. Elle y remporte trente médailles : neuf en or, neuf en argent et douze en bronze, se situant à la dixième place des nations au tableau des médailles. La délégation britannique compte 264 sportifs (161 hommes et 103 femmes).

## Résultats par sport
| Place | Sport              | Médaille d'or, Jeux olympiques | Médaille d'argent, Jeux olympiques | Médaille de bronze, Jeux olympiques | Total |
| 1     | Athlétisme         | 3                              | 0                                  | 1                                   | 4     |
| 2     | Voile              | 2                              | 1                                  | 2                                   | 5     |
| 3     | Cyclisme           | 2                              | 1                                  | 1                                   | 4     |
| 4     | Aviron             | 1                              | 2                                  | 1                                   | 4     |
| 5     | Equitation         | 1                              | 1                                  | 1                                   | 3     |
| 6     | Canoë-Kayak        | 0                              | 1                                  | 2                                   | 3     |
| 7     | Badminton          | 0                              | 1                                  | 0                                   | 1     |
| 7     | Boxe               | 0                              | 1                                  | 0                                   | 1     |
| 9     | Plongeon           | 0                              | 1                                  | 0                                   | 1     |
| 10    | Natation           | 0                              | 0                                  | 2                                   | 2     |
| 11    | Tir à l'arc        | 0                              | 0                                  | 1                                   | 1     |
| 12    | Pentathlon moderne | 0                              | 0                                  | 1                                   | 1     |
| Total | Total              | 9                              | 9                                  | 12                                  | 30    |

## Liste des médaillés

### Médailles d'or
| Sport              | Discipline                       | Sportifs                                                          |
| ------------------ | -------------------------------- | ----------------------------------------------------------------- |
| Médailles d'or : 9 |                                  |                                                                   |
| Athlétisme         | 800 mètres féminin               | Kelly Holmes                                                      |
| Athlétisme         | 1 500 mètres féminin             | Kelly Holmes                                                      |
| Athlétisme         | Relais 4 × 100 mètres masculin   | Darren Campbell Marlon Devonish Jason Gardener Mark Lewis-Francis |
| Aviron             | Quatre sans barreur masculin     | Ed Coode James Cracknell Matthew Pinsent Steve Williams (en)      |
| Cyclisme           | Épreuve du kilomètre             | Chris Hoy                                                         |
| Cyclisme           | Poursuite individuelle homme     | Bradley Wiggins                                                   |
| Équitation         | Concours complet                 | Leslie Law                                                        |
| Voile              | Dériveur solitaire Finn (hommes) | Ben Ainslie                                                       |
| Voile              | Quillard Yngling (femmes)        | Sarah Ayton Shirley Robertson Sarah Webb                          |

### Médailles d'argent
| Sport                  | Discipline                              | Sportifs                                                               |
| ---------------------- | --------------------------------------- | ---------------------------------------------------------------------- |
| Médailles d'argent : 9 |                                         |                                                                        |
| Aviron                 | Deux sans barreuse femmes               | Cath Bishop Katherine Grainger (en)                                    |
| Aviron                 | Quatre de couple femmes                 | Debbie Flood Frances Houghton Alison Mowbray Rebecca Romero (en)       |
| Badminton              | Double mixte                            | Gail Emms Nathan Robertson                                             |
| Boxe                   | Poids légers (-60 kg)                   | Amir Khan                                                              |
| Canoë-kayak            | Kayak monoplace hommes                  | Campbell Walsh                                                         |
| Cyclisme               | Poursuite par équipes masculine         | Steve Cummings Rob Hayles Paul Manning Bradley Wiggins                 |
| Équitation             | Concours complet par équipes            | Jeanette Brakewell William Fox-Pitt Pippa Funnell Mary King Leslie Law |
| Plongeon               | Plongeon synchronisé à 10 mètres Hommes | Leon Taylor Peter Waterfield                                           |
| Voile                  | Dériveur double 470 Hommes              | Jonathan Glanfield Nick Rogers                                         |

### Médailles de bronze
| Sport                    | Discipline                        | Sportifs                       |
| ------------------------ | --------------------------------- | ------------------------------ |
| Médailles de bronze : 12 |                                   |                                |
| Athlétisme               | Heptathlon                        | Kelly Sotherton                |
| Aviron                   | Deux de couple femmes             | Elise Laverick Sarah Winckless |
| Canoë-kayak              | Kayak monoplace femmes            | Helen Reeves                   |
| Canoë-kayak              | 500 mètres kayak monoplace hommes | Ian Wynne                      |
| Cyclisme                 | Américaine Hommes                 | Bradley Wiggins Robert Hayles  |
| Équitation               | Concours complet individuel       | Philippa Funnell               |
| Natation                 | 1500 m Nage libre Hommes          | David Davies                   |
| Natation                 | 200 m Papillon Hommes             | Stephen Parry                  |
| Pentathlon               | Femmes                            | Georgina Harland               |
| Tir à l'arc              | Individuel Femmes                 | Alison Williamson              |
| Voile                    | Planche à voile Mistral Hommes    | Nick Dempsey                   |
| Voile                    | Dériveur double 49er (mixte)      | Chris Draper Simon Hiscocks    |

### Athlétisme

#### Hommes
| Athlète         | Epreuve    | Séries   | Séries | Quarts de finale | Quarts de finale | Demi-finales | Demi-finales | Finale   | Finale  |
| Athlète         | Epreuve    | Résultat | Rang   | Résultat         | Rang             | Résultat     | Rang         | Résultat | Rang    |
| --------------- | ---------- | -------- | ------ | ---------------- | ---------------- | ------------ | ------------ | -------- | ------- |
| Darren Campbell | 100 mètres | 10.35    | 4e     | Eliminé          | Eliminé          | Eliminé      | Eliminé      | Eliminé  | Eliminé |